# برونو گالوان

## پیشینه
برونو گالوان (انگلیسی: Bruno Galván؛ زادهٔ ۸ مهٔ ۱۹۹۴) بازیکن فوتبال اهل آرژانتین است.
از باشگاه‌هایی که در آن بازی کرده‌است می‌توان به باشگاه فوتبال بوکا جونیورز اشاره کرد.
وی همچنین در تیم ملی فوتبال Argentina U17 بازی کرده‌است.